# NGC 644
NGC 644 este o galaxie spirală situată în constelația Phoenix. A fost descoperită în 5 septembrie 1834 de către John Herschel.